# Moskwicz 400/401
Moskwicz 400 i 401 (ros. Москвич-400, 401) – radzieckie samochody osobowe produkowane przez Moskiewską Fabrykę Samochodów Małolitrażowych (MZMA – Moskowskij Zawod Małolitrażnych Awtomobilej) w latach 1946–1956, na bazie niemieckiego Opla Kadetta K38. Były pierwszymi samochodami marki Moskwicz. Pełne oznaczenia fabryczne brzmiały: 400-420 i 401-420.

## Historia i opis modelu

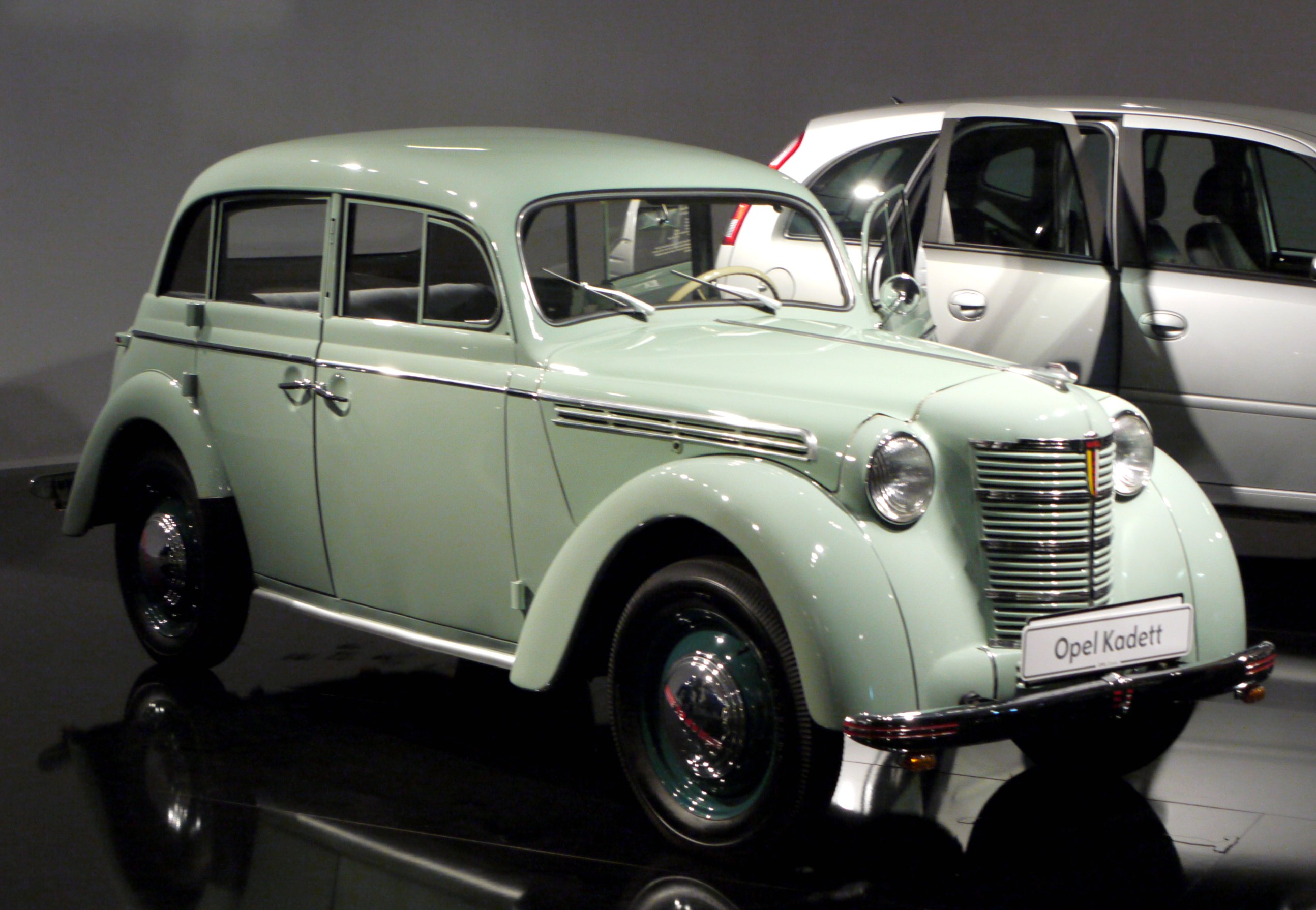
Pierwowzór – Opel Kadett z 1938

Pierwszy egzemplarz modelu 400-420, który zapoczątkował istnienie marki Moskwicz, zjechał z taśmy produkcyjnej moskiewskich zakładów 4 grudnia 1946 roku.
Pod względem konstrukcji i nadwozia był kopią niemieckiego przedwojennego Opla Kadetta K38, w jego mniej popularnej czterodrzwiowej odmianie (podstawową odmianą Kadetta na rynku niemieckim była tańsza dwudrzwiowa). Wybór Kadetta jako pierwowzoru taniego i popularnego samochodu dla ludności ZSRR został dokonany osobiście przez Stalina tuż po zakończeniu wojny w Europie, na pokazie samochodów na Kremlu 19 czerwca 1945 roku. Część fachowców instytutu NAMI proponowała wybrać nieco większy samochód Opel Olympia z nowocześniejszym silnikiem, lecz Stalin jeszcze przed wojną skłaniał się do wyboru czterodrzwiowego Kadetta jako wzorca do produkcji własnych samochodów i pozostał przy swojej decyzji. Odrzucony został również podobnej wielkości samochód KIM-10, wytwarzany w Moskwie w krótkiej serii przed wojną, nawet pomimo tego, że w nowej wersji KIM-10-52 otrzymał czterodrzwiowe nadwozie skopiowane z Kadetta. Formalnie czterodrzwiowy Kadett został skierowany do produkcji w MZMA postanowieniem Państwowego Komitetu Obrony z 26 sierpnia 1945 roku. Stalin przy tym polecił konstruktorom zakładów, żeby niczego nie zmieniać w konstrukcji i ewentualnie ulepszać model dopiero po wdrożeniu do produkcji. W efekcie, Moskwicz stanowił wierną kopię Kadetta, także pod względem ozdób, lecz różnił się emblematami i napisami. Emblemat firmowy na atrapie chłodnicy stanowiła stylizowana czerwona baszta Kremla z wpisaną literą „М”, a pod spodem literami: „ЗМА”.
Według tradycyjnej opinii, powielanej także w radzieckiej literaturze powojennej, ZSRR zdobył i wywiózł z Niemiec oprzyrządowanie i dokumentację do produkcji Kadetta, jednakże nie znajduje to potwierdzenia w dokumentach. Należy zaznaczyć, że zgodnie z ustaleniami międzyalianckimi, dla zwycięskich państw należne były od pokonanych Niemiec reparacje wojenne, przy czym ZSRR otrzymał także prawo do wywiezienia wyposażenia czwartej części fabryk z bardziej uprzemysłowionych zachodnich stref okupacyjnych, w tym trzech fabryk samochodowych z 25 w amerykańskiej strefie. Jedną z nich była fabryka Opla w Rüsselsheim, ale okazało się że jest silnie zniszczona przez bombardowania, a nadto w toku wojny zajmowała się produkcją lotniczą. W zakładach pozostało jedynie niewiele oprzyrządowania do produkcji Kadetta, zakończonej w 1940 roku, a szczególnie dla odmiany czterodrzwiowej. Według części autorów, pozostało głównie oprzyrządowanie do produkcji drzwi. Brak było również kompletnej dokumentacji technicznej samochodu, której odtworzenie zlecono bardziej doświadczonym niemieckim inżynierom, pracujących w trzech zespołach konstrukcyjnych w radzieckiej strefie okupacyjnej w Niemczech. Dokumentacją roboczą nadwozia i wykonaniem szablonów zajmował się zespół konstruktorów w Schwarzenbergu, który ukończył prace w marcu 1946 roku, natomiast same matryce do tłoczenia blach wykonano w ZSRR w zakładach GAZ i ZiS. Dokumentacja silnika została odtworzona w drodze inżynierii wstecznej w centralnym biurze naukowo-technicznym w Berlinie. W zakładach Auto Union w Chemnitz opracowano furgon oraz kilka rozwojowych odmian nadwoziowych, które jednak nie trafiły do produkcji. Samo wdrożenie modelu do produkcji w Moskwie leżało już po stronie konstruktorów MZMA, z pomocą kadry zakładów GAZ. Została tam zamontowana również używana linia do spawania nadwozi, z demontażu.

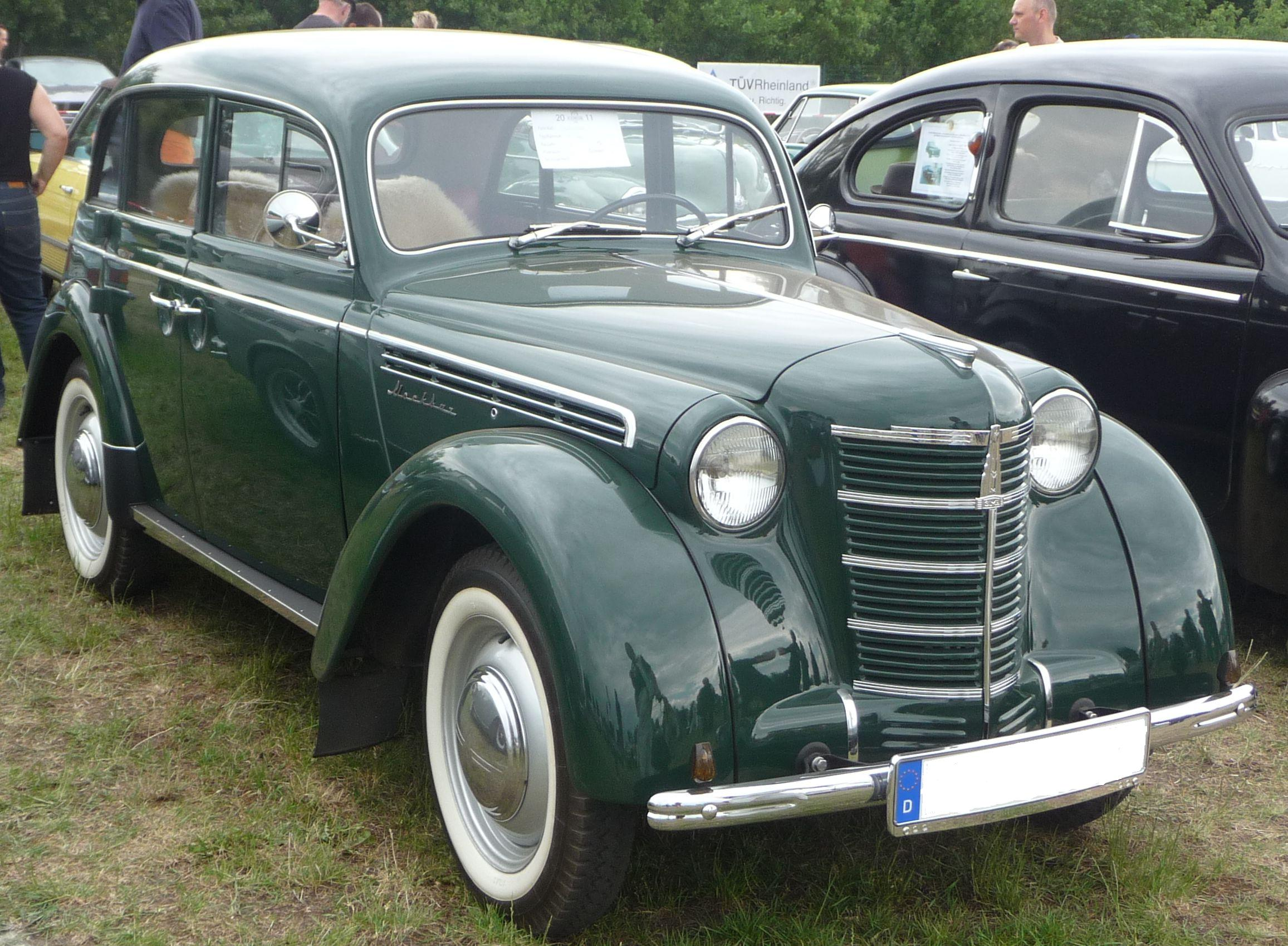
Moskwicz 400 lub 401

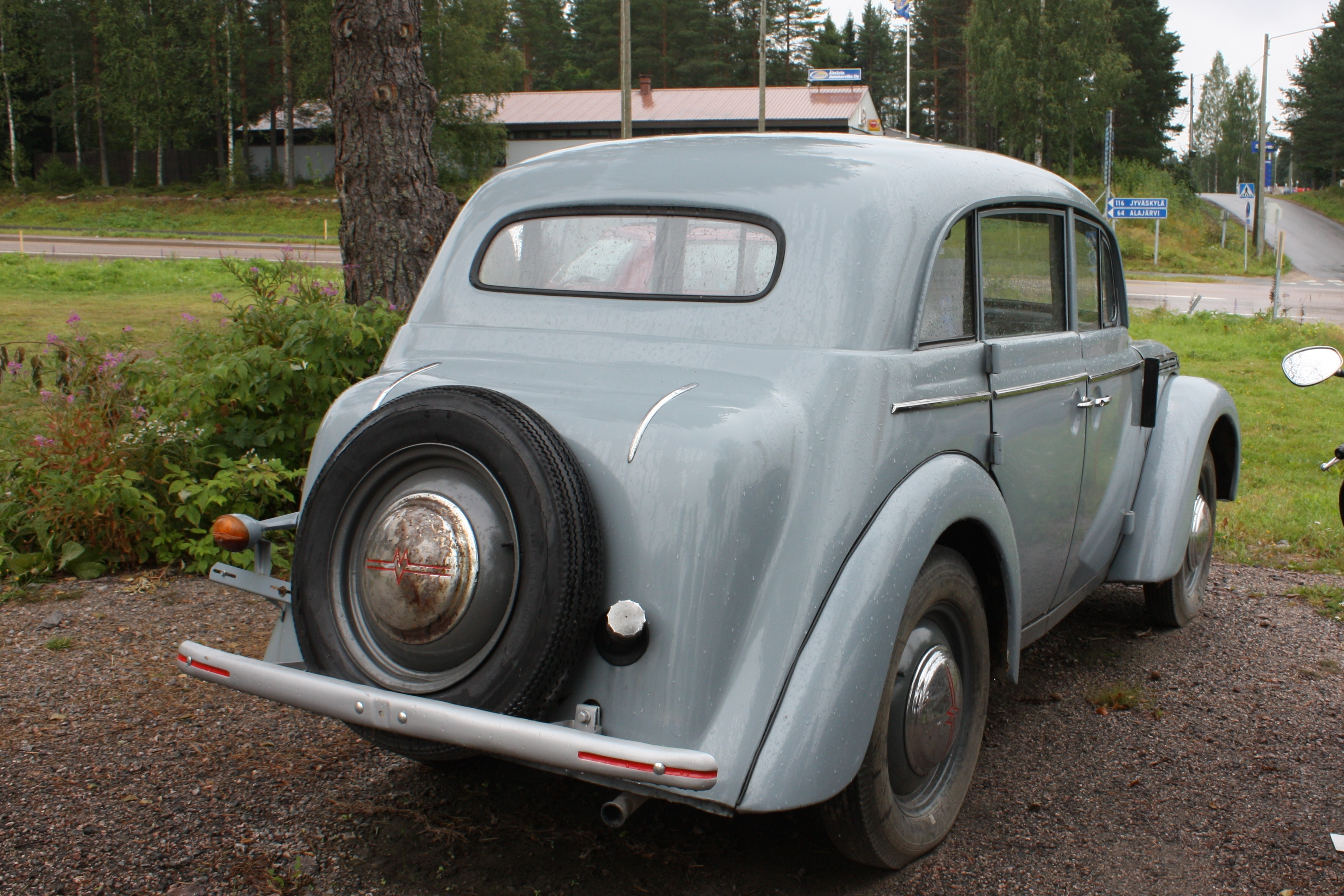
Moskwicz 401 od tyłu

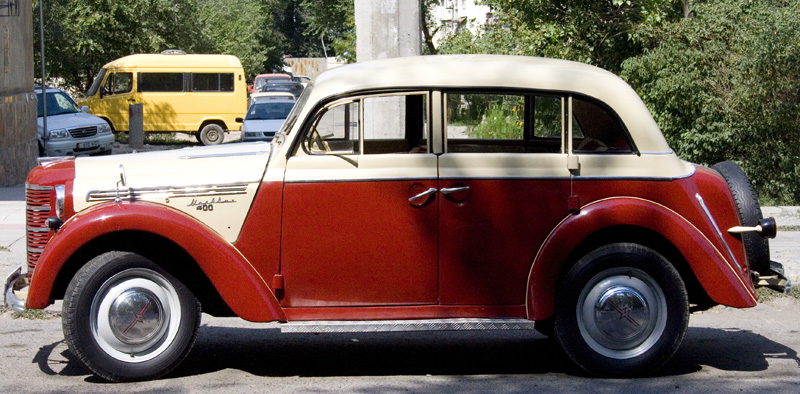
Moskwicz 400 z profilu

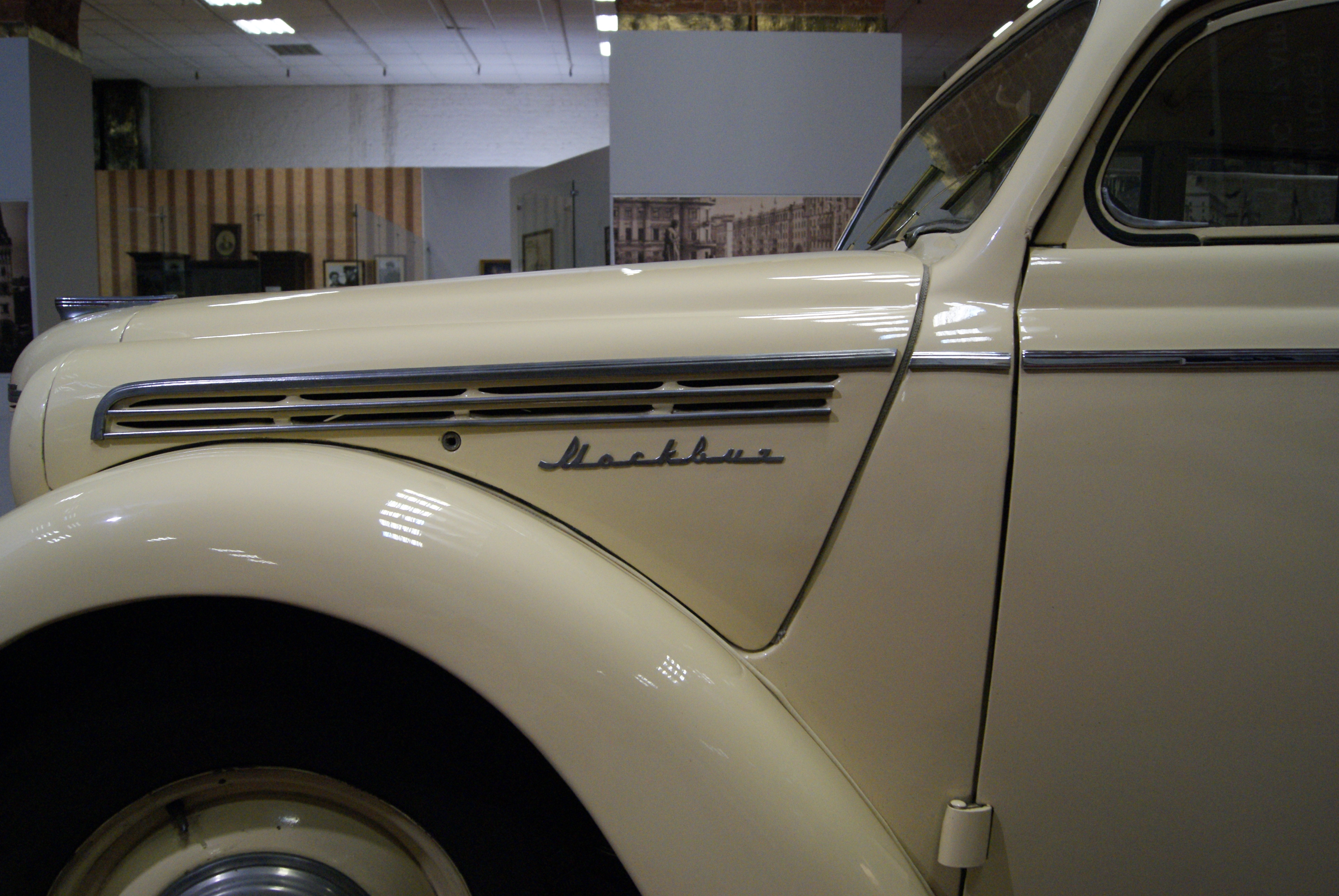
Napis Москвич („Moskwicz”) i wyloty powietrza z boku maski

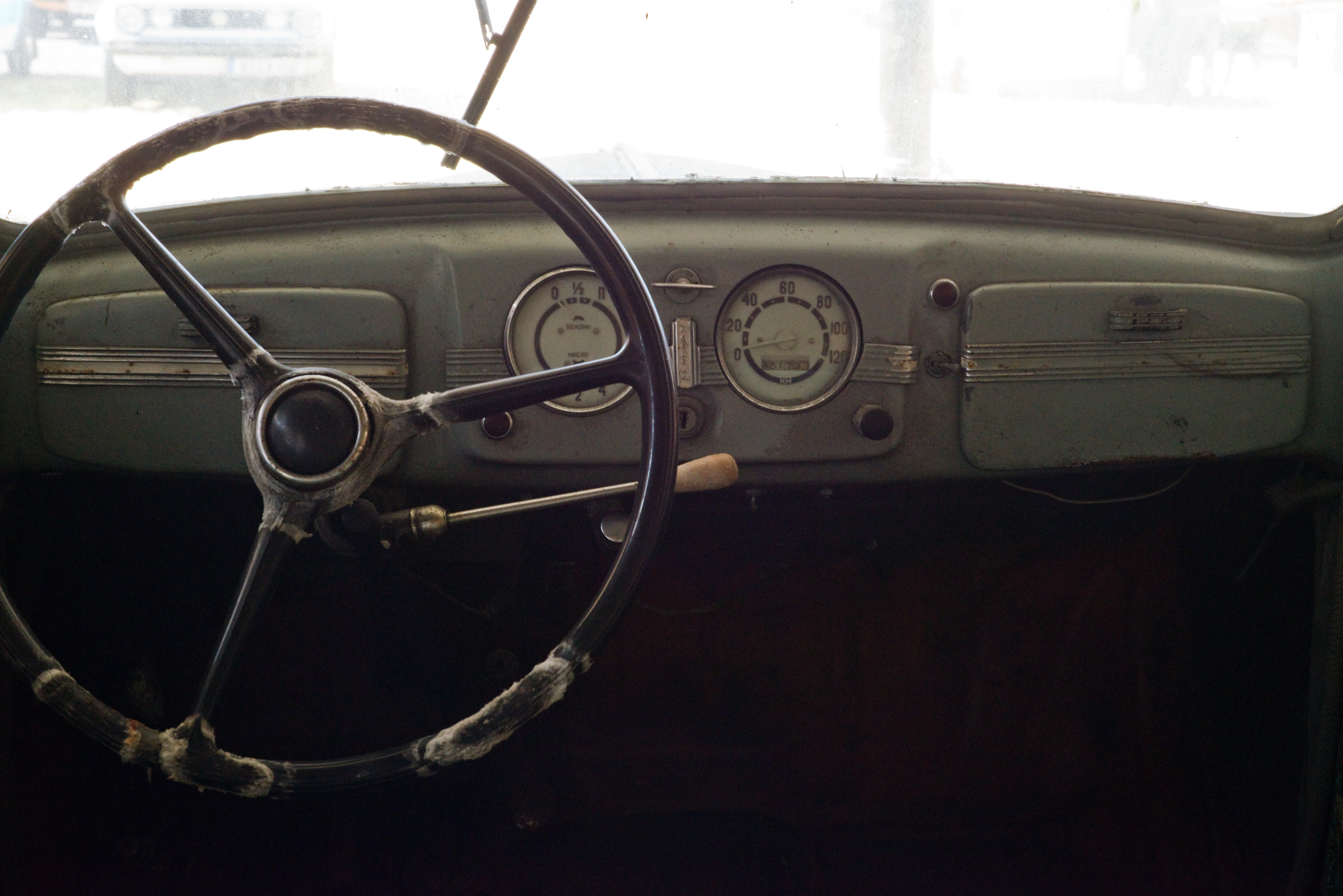
Tablica przyrządów

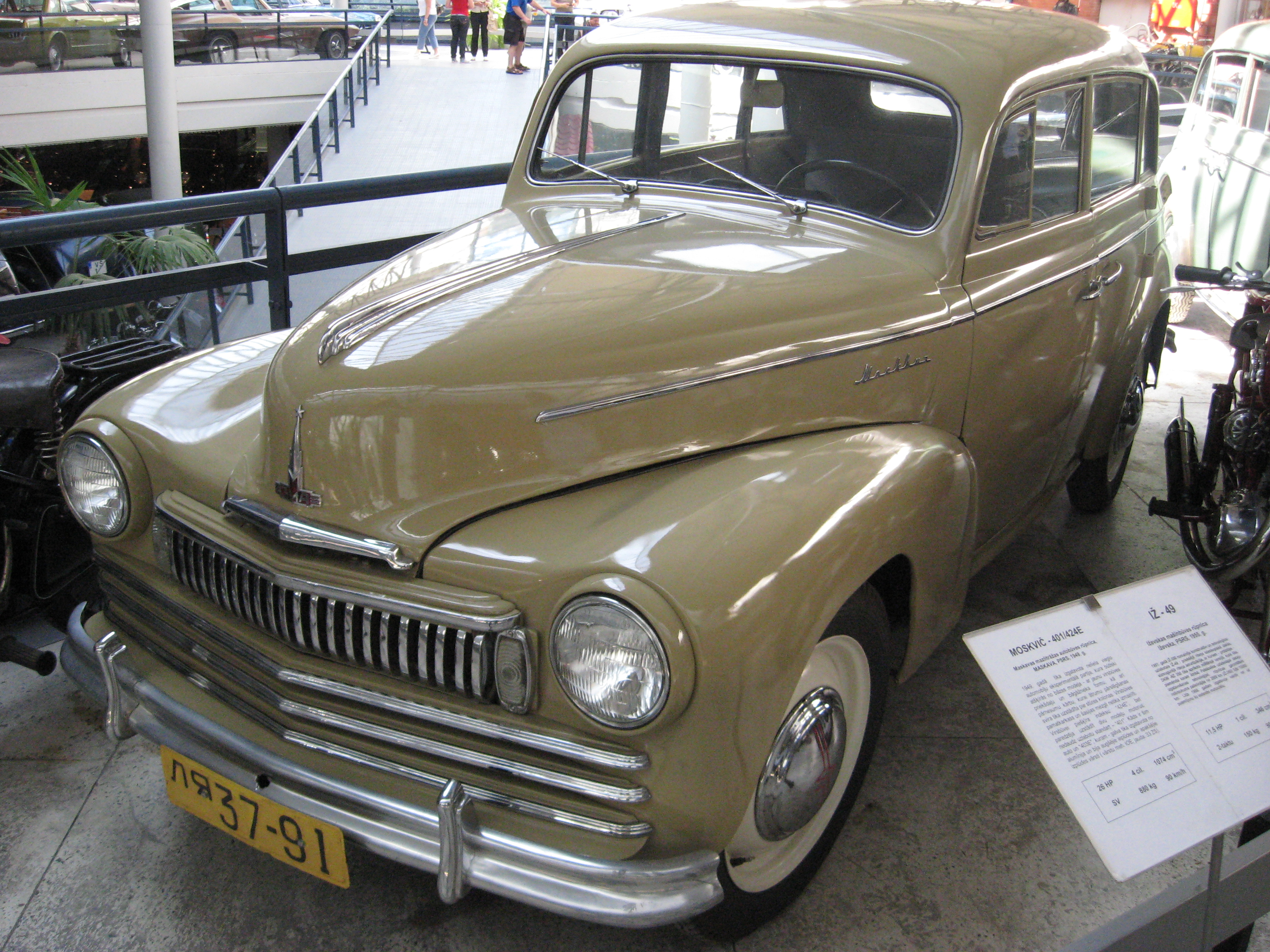
Prototyp 401-424E

Pełnym fabrycznym oznaczeniem samochodu było 400-420, gdzie „400” oznaczało typ silnika, a „420” model nadwozia, jednakże określany był on po prostu jako Moskwicz 400. Miał nadwozie samonośne oraz niezależne przednie zawieszenie typu Dubonnet. Wyposażony był także w hamulce hydrauliczne. Typowo dla samochodów przedwojennych, połówki pokrywy silnika były unoszone na boki, a koło zapasowe było przewożone na zewnątrz na niewielkim bagażniku, który był dostępny tylko od wewnątrz (za odchylanym oparciem tylnego siedzenia). Przednie drzwi otwierały się do przodu, a tylne do tyłu. Z tyłu było tylko pojedyncze światło pozycyjne i stopu, po lewej stronie.
W pojeździe montowano silnik dolnozaworowy M-400 o pojemności 1074 cm³ i maksymalnej mocy 23 KM przy 3600 obr./min. Przy niewielkiej mocy, jednostka ta była trwała, względnie ekonomiczna (zużycie paliwa 8 l/100 km) i mogła pracować na niskooktanowej benzynie. Napęd był przekazywany na tylne koła początkowo przy pomocy trójstopniowej niesynchronizowanej skrzyni biegów z dźwignią w podłodze. Jednostka napędowa pozwalała rozpędzić samochód do maksymalnej prędkości nie przekraczającej 90 km/h. Zaletą samochodu było dobre pokonywanie licznych na prowincji ZSRR kiepskich dróg gruntowych dzięki dużemu prześwitowi, dużym kołom i wystarczającej mocy pociągowej silnika na małych obrotach. Wycieraczki szyby były napędzane wałkiem od silnika i prędkość ich działania zależała od jego obrotów, co jednak powodowało słabe oczyszczanie szyby przy małej prędkości. W toku produkcji wprowadzano drobne ulepszenia. Od maja 1951 roku wprowadzono skrzynię biegów ze zsynchronizowanymi biegami II-III i dźwignią na kolumnie kierownicy. Od 1954 roku model 400-420 został zastąpiony w produkcji przez 401-420, napędzany ulepszonym silnikiem M-401 o mocy zwiększonej do 26 KM przez zwiększenie stopnia sprężania do 6,2. Od stycznia do kwietnia 1956 roku produkowano model przejściowy 401-A1, napędzany silnikiem M-402, stanowiącym napęd nowego Moskwicza 402.

## Produkcja i warianty
Podstawową odmianą nadwozia był czterodrzwiowy sedan 400-420, wyprodukowany od grudnia 1946 do 1954, w ilości ok. 114 000 sztuk. Produkcja na większą skalę została rozwinięta od kwietnia 1947 roku, a dopiero w 1949 roku samochód przeszedł badania państwowe. Od 1954 do 1956 produkowany był sedan 401-420 z mocniejszym silnikiem,  lecz zewnętrznie samochody te się nie różniły. Łącznie wyprodukowano  216 606 sedanów.
Drugą odmianą nadwozia był kabriolet 400-420A, produkowany w latach 1949-1952 (17 742 sztuk). Jedyną przyczyną powstania tego wariantu, mniej praktycznego w warunkach klimatycznych ZSRR, były ograniczone moce produkcyjne kombinatu Zaporożstal, który był jedynym dostawcą  odpowiednio dużych płatów blachy na dachy samochodu. Miał on dla usztywnienia nadwozia stałe ramy nad oknami bocznych drzwi, a pomiędzy nimi wstawiano wygięte pałąki, na których opierał się rozłożony brezentowy dach. 
Trzecim wytwarzanym modelem nadwozia był trzydrzwiowy furgon 422 (400-422 lub 401-422), z drewniano-stalowym nadwoziem, produkowany od 1948 do 1956 roku. Opracowano także pięciodrzwiowe kombi 400-421, z drewniano-stalowym nadwoziem, lecz zbudowano tylko kilka prototypów (jeszcze w zakładach Auto-Union w Chemnitz w Niemczech), które nie weszły do produkcji. MZMA produkowały także same podwozia pod oznaczeniem 400-420K (2562 sztuk), karosowane później jako furgony z drewnianym szkieletem krytym blachą w zakładzie Minpiszczepromu w Moskwie. Między innymi. Łącznie wyprodukowano 247 439 Moskwiczy pierwszej generacji wszystkich wersji.
Specjalnym wariantem, budowanym na potrzeby wojska, był Moskwicz 400-420E z zabudowanym w tylnej części nadwozia agregatem startowym dla silników lotniczych APA-7. Dostęp do niego był zapewniony pod podnoszonymi panelami bocznymi i tylnym. Przednia część wraz z drzwiami stalowej konstrukcji pochodziła z modelu osobowego.

## Eksploatacja i eksport
Moskwicz 400 był przewidziany jako tani i popularny samochód, dostępny (po raz pierwszy w ZSRR) w normalnej sprzedaży dla ludności. Jego cena wynosiła 9000 rubli i była prawie dwa razy niższa od ceny M-20 Pobiedy (16 000 rubli), przy przeciętnej pensji 700-900 rubli. Od końca 1954 roku jednak pojawiły się w ZSRR trudności w zakupie nowego samochodu dla przeciętnego użytkownika, z powodu zwiększonego popytu i wiążącej się z tym konieczności oczekiwania w kolejkach (utrzymujące się praktycznie do końca ZSRR). Oprócz użytkowników prywatnych, liczne Moskwicze wykorzystywano jako samochody służbowe w różnych instytucjach i organizacjach, w tym w milicji. Przy tym, dopiero od początku 1954 roku samochody milicyjne miały specjalne malowanie (ciemnoniebieskie z czerwonym pasem).
Samochody te także eksportowano od 1948 roku, m.in. do Finlandii (3400 sztuk), Polski, Albanii, Chin. Niewielka liczba była eksportowana do Europy Zachodniej, głównie do Belgii – na rynku zachodnim kosztował równowartość 990 dolarów. Amerykański dziennikarz motoryzacyjny Fred Clymer ocenił go, jako „lepszy, niż się spodziewał”, chociaż nie taki dobry jak niemiecka produkcja.

## Dalsze prototypy
Próbą rozwoju samochodu był model Moskwicz 401-424E z 1949 roku, z nowocześniejszym nadwoziem, lecz zbudowano tylko partię próbną. Jego odmianą z nowszym silnikiem o mocy 33 KM był Moskwicz 403E-424E (ros. Э - "E" oznaczało wersje eksperymentalne). Zamiast tego konstruktorzy w 1950 roku rozpoczęli prace nad opracowaniem całkiem nowego samochodu, co doprowadziło do modelu Moskwicz 402.

## Dane techniczne
Dane modelu 400-420 (różnice dla 401-420):
- Nadwozie: samonośne, stalowe, 4-drzwiowe, 4-miejscowe
- Długość/szerokość/wysokość: 3855 / 1400 / 1555 mm
- Rozstaw osi: 2340 mm
- Rozstaw kół przednich/tylnych: 1105 / 1170 mm
- Szerokość kanapy z przodu/tyłu: 1060 / 920 mm
- Masa własna: 855 kg
- Masa całkowita: 1155 kg (4 pasażerów)
- Prześwit pod osiami: 200 mm

- Silnik: M-400 (M-401) - gaźnikowy, 4-suwowy, 4-cylindrowy rzędowy, dolnozaworowy, chłodzony cieczą, umieszczony podłużnie z przodu, napędzający koła tylne
- Pojemność skokowa: 1074 cm³
- Średnica cylindra x skok tłoka: 67,5 x 75 mm
- Moc maksymalna: 23 KM przy 3600 obr./min (26 KM przy 4000 obr./min)
- Stopień sprężania: 5,8:1 (6,2:1)
- Maksymalny moment obrotowy: 55 Nm przy 2000 obr./min (58 Nm przy 2200 obr./min)
- Gaźnik: K-24, później K-24A, K-25, K-25A
- Skrzynia przekładniowa mechaniczna 3-biegowa, niezsynchronizowana[17], od 1951: zsynchronizowane biegi II-III, z dźwignią na kolumnie kierownicy[1]
- Pojemność zbiornika paliwa: 31 l[18]

- Zawieszenie przednie: niezależne, podłużne wahacze resorowane sprężynami, amortyzatory hydrauliczne jednostronnego działania
- Zawieszenie tylne: zależne, sztywna oś na podłużnych resorach półeliptycznych, amortyzatory hydrauliczne jednostronnego działania
- Hamulce: przednie i tylne bębnowe, hydrauliczne; hamulec ręczny mechaniczny na koła tylne
- Ogumienie o wymiarach: 4,50x16", później 5,0-16"[1]

- Prędkość maksymalna: 90 km/h
- Zużycie paliwa: 8 l/100 km przy 50 km/h
- Przyspieszenie 0-80 km/h: 55 s[1]